# Genciánová violeť

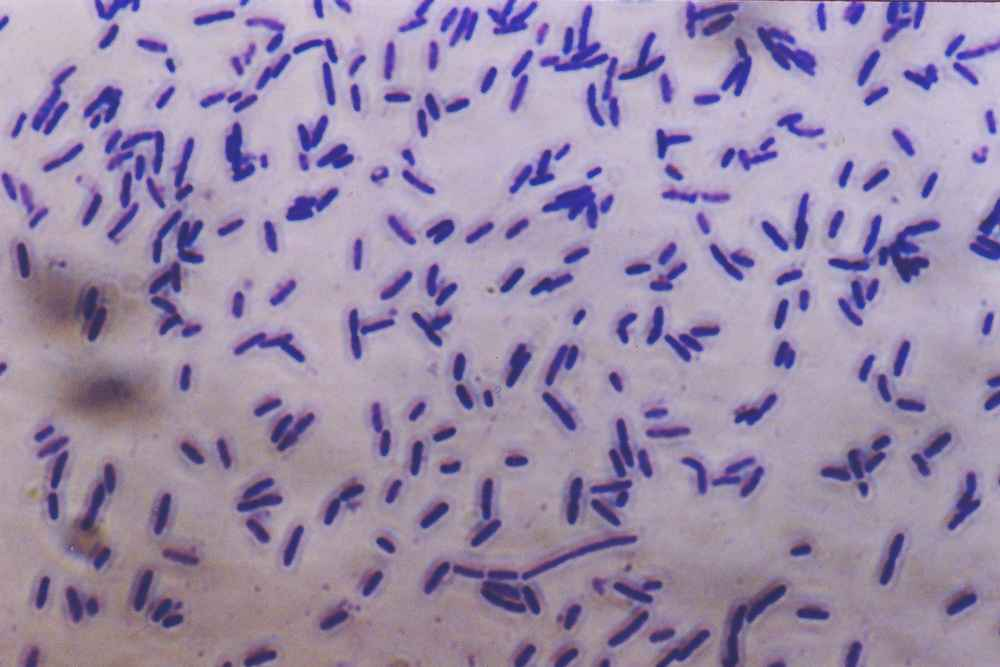
Bakterie obarvené genciánovou violetí

Genciánová violeť (krystalová violeť, Methyl Violet 10B) je triarylmethanové barvivo. Používá se pro histologické barvení a v Gramově metodě klasifikace bakterií. Má protibakteriální, protihoubové a protihelmintické vlastnosti a byla dříve významným antiseptikem. Pro použití jako léčivo byla z větší části nahrazena modernějšími látkami, nicméně je stále na seznamu Světové zdravotnické organizace.
Název genciánová violeť se původně používal pro směs methylpararosanilinových barviv (methylvioleť), nicméně nyní se většinou používá pro jedinou sloučeninu. Tento název vznikl podle barvy okvětních lístků hořce (latinsky Gentiana), barvivo se však z této rostliny nevyrábí.
V minulosti publikované studie popisovaly, že při dlouhodobém podávání může dojít u hlodavců ke vzniku nádorů, proto bylo podávání v potravě lidem preventivně zakázáno. Cílené studie u lidí provedeny nebyly, v rámci standardního sledování nebylo takové riziko zachyceno. Genciánová violeť proto není pokládána za látku, která by byla schopna vyvolat nádorové onemocnění. Přesto se občas objeví nepodložené poplašné zprávy tvrdící, že by snad mohla být genciánová violeť karcinogenní nebo jinak toxická; pro taková tvrzení ovšem neexistují důkazy.